# Cleora lima
Cleora lima là một loài bướm đêm trong họ Geometridae.